# Shelter Island
англ. Shelter Island — метеорит, найденный марсоходом Оппортьюнити (англ. Opportunity) 2 октября 2009 года.
Состоит в основном из никеля и железа.
Shelter Island стал вторым метеоритом, найденным на Марсе за два месяца. До него был найден: Block Island (в августе). После него, в том же месяце был найден третий метеорит Mackinac.
Метеорит Shelter Island был обнаружен на расстоянии примерно 700 метров от предыдущего метеорита Block Island. Размер метеорита составляет около 47 сантиметров.
Назван Shelter Island в честь города в штате Нью-Йорк.